# Inventario
Inventario és el primer disc de l'autor andalús Joaquín Sabina presentat l'any 1978 a la sala Vihuela de Madrid. El preu de l'entrada va costar 150 pessetes (poc menys d'un euro). Conté lletres més aviat pessimistes i amb una notable influència dels autors Bob Dylan i Leonard Cohen.

## Llista de cançons
1. "Inventario" – 5:14
2. "Tratado de impaciencia" – 2:28
3. "Tango del quinielista" – 3:39
4. "1968" – 4:26
5. "40 Orsett Terrace" – 1:35
6. "Romance de la gentil dama" – 3:30
7. "Donde dijeron Digo decid amigo" – 3:49
8. "Canción para las manos de un soldado" – 2:58
9. "Palabras como cuerpos" – 2:52
10. "Mi vecino de arriba " – 3:51